# Station Dirmstein
Station Dirmstein is een voormalig spoorwegstation in de Duitse plaats Dirmstein. Het station werd in 1891 geopend en in 1939 gesloten. Het stationsgebouw is beschermd erfgoed.